# Fud Candrix
Alfons "Fud" Candrix (Tongeren, 17 juli 1908 – Brussel, 12 april 1974) was een Belgisch jazzmuzikant (tenorsaxofoon, klarinet, viool), arrangeur en bigbandleider. Fud Candrix was een van de bekendste Belgische musici en bandleiders van de jaren dertig.
Candrix studeerde notenleer en viool aan het Conservatorium van Luik. Later schakelde hij over naar klarinet en saxofoon. In 1928 had Candrix zijn opnamedebuut als saxofonist in Berlijn. In 1936 begon Candrix zijn eerste bigband. Deze band speelde vooral hot- en sweet jazz. Op het einde van de jaren dertig behoorde zijn orkest tot de drie bekendste grote jazzorkesten van België, samen met dat van Stan Brenders en Jean Omer.
Tijdens de mobilisatieperiode was Candrix leider van het orkest van het Werk Koningin Elisabeth, met als taak optredens te verzorgen voor de Belgische soldaten. 
In 1940, onder de Duitse bezetting,  stelde Candrix zijn tweede bigband samen. Dit orkest groeide uit tot het succesvolste orkest dat hij ooit heeft geleid. Het orkest speelde van april tot augustus 1942 in het Delphi Filmpalast te Berlijn, waar het populaire muziek en swing voor Wehrmachtsoldaten speelde.
Candrix en zijn orkest begeleidden Django Reinhardt in maart 1943 in Parijs bij de opnamen van „Belleville“, „Oubli“, „ABC“ en „Zuiderzee Blues“.
Na de oorlog viel de band van Candrix uit elkaar. Hij bleef zeer actief en vormde een aantal nieuwe orkesten. Toen de populariteit van de jazzmuziek verminderde, nam de bekendheid van Candrix navenant af. Fud Candrix begon in 1969, na een onderbreking van vijftien jaar, weer op te treden en bleef dit doen tot zijn dood in de lente van 1974.
In 2008 werd hij postuum gehuldigd als Markante Tongenaar.

## Zie  ook
- Jazz in België

- Biblioteca Nacional de España: XX1699108
- Bibliothèque nationale de France: cb139929975 (data)
- Gemeinsame Normdatei: 135402484
- International Standard Name Identifier: 0000 0000 5517 9301
- Library of Congress Control Number: no98033267
- MusicBrainz: fa769499-a411-4ede-982d-6f86950a9325
- Nationale Bibliotheek van Tsjechië: mzk2013769369
- Nationale Bibliotheek van Israël: 987007317416805171
- Système universitaire de documentation: 197595162
- Virtual International Authority File: 46956008
- WorldCat: E39PBJvtb7jwTvxWkVVTBCwcT3